# Mexcatla
Mexcatla är en ort i Mexiko.   Den ligger i kommunen Chicontepec och delstaten Veracruz, i den sydöstra delen av landet, 200 km nordost om huvudstaden Mexico City. Mexcatla ligger 534 meter över havet och antalet invånare är 460.
Terrängen runt Mexcatla är huvudsakligen kuperad, men åt nordost är den platt. Mexcatla ligger uppe på en höjd. Runt Mexcatla är det ganska tätbefolkat, med 80 invånare per kvadratkilometer. Närmaste större samhälle är Xochiatipan de Castillo, 19,9 km sydväst om Mexcatla. Omgivningarna runt Mexcatla är en mosaik av jordbruksmark och naturlig växtlighet.